# 2021年イスラエル・パレスチナ危機
2021年イスラエル・パレスチナ危機（2021ねんイスラエル・パレスチナきき、別称: 2021年ガザ戦争、統一インティファーダ）は 、イスラエル・パレスチナ紛争中の2021年5月10日に始まり、5月21日に停戦が発効するまで続いた大規模な戦闘である。危機下ではパレスチナ人による抗議運動の発生と警察による弾圧、ハマースとイスラーム聖戦（PIJ）によるロケット弾発射、イスラエルによるガザ地区への空爆が発生した。危機は5月6日、イスラエル最高裁判所が東エルサレムのシェイク・ジャラー地区に住むパレスチナ人6世帯の立ち退きの判決を下すのではないかと論争になり、東エルサレムのパレスチナ人がデモを行ったことから始まった。東エルサレムはパレスチナ国の首都であるが、第三次中東戦争によりイスラエル軍に占領・エルサレム基本法によりイスラエルの恒久的領土と宣言されている。他、ヨルダン川西岸地区の一部も第三次中東戦争以降イスラエル軍の占領下にある。5月7日、イスラエルの報道機関であるチャンネル12によると、パレスチナ人のデモ隊がイスラエル警察に石を投げるなどして抗議運動を行い、警察は催涙ガス、ゴム弾、スタングレネードを使って神殿の丘に突入した。この危機により、世界中で抗議運動が発生した他、各国首脳の動向にも影響を及ぼした。
この危機は、イスラム教徒の祝日ライラトルカドル（5月8日）と、ユダヤ人の祝日であるエルサレムの日（5月9-10日）に重なった。危機は、極右ユダヤ人たちによる「旗のダンス」として知られるエルサレムの日の行進が行われる前に発生したため、2021年の行進は中止された。この危機の結果、パレスチナ人を中心に600人以上が負傷し、イスラエルは国際的な非難を浴びた。シェイク・ジャラーからの立ち退きに関するイスラエル最高裁の判決は、かつてのイスラエル司法長官であったアヴィチャイ・マンデルブリットの声明などによって、30日間延期された。
5月10日午後、ハマースはイスラエルに対し、午後6時までに神殿の丘とシェイク・ジャラーの両方から治安部隊を撤退させるよう通告を行った。これに対する返答がないまま期限を越えたため、ハマースとPIJはガザ地区からイスラエルに向けてロケット弾を発射した。ロケット弾の一部はイスラエルの住宅や学校を直撃した。イスラエルはその後、ガザ地区に対して空爆を実施した。5月16日までに、約950の施設が攻撃され、4つの高層タワー、学校が40校、病院4棟、その他の施設が全壊もしくは半壊状態となり、アル・シャティ難民キャンプも攻撃された。さらに、少なくとも19の医療施設がイスラエル軍の砲撃によって損壊または破壊された。国連は5月17日までに、イスラエル軍による空爆によってガザで推定94の建造物が破壊されたと発表した。そのほか、アル・ジャラア・ビル、AP通信の施設、アルジャジーラの報道用施設、その他の報道機関のオフィス、60棟のマンションなど、461戸の住宅や商業施設も被害を受けていたとされている。
危機の結果、66人の子どもを含む少なくとも256人のパレスチナ人が死亡した（うち少なくとも7人はフレンドリーファイアによるもの）。イスラエルでは、子ども2人を含む少なくとも13人が死亡した。ガザ保健省の報告によると、1900人以上のパレスチナ人が負傷し、5月12日時点で、少なくとも200人のイスラエル人が負傷したと報告されている。また、5月19日時点で、少なくとも72000人のパレスチナ人が避難した。
パレスチナ武装勢力のロケット弾が約4360発、イスラエルに向けて発射されそのうち680発がガザ地区に落下し、イスラエルの人口密集地域に向けて発射されたロケット弾の90%以上がイスラエルのアイアンドームによって迎撃された。イスラエルはガザ地区に対し、およそ1500回の空爆、陸上攻撃、海上攻撃を行った。停戦の呼びかけは5月13日にハマスによって初めて提案されたが、イスラエルのベンヤミン・ネタニヤフ首相は拒否した。5月18日、フランスはエジプト、ヨルダンと共に国連安全保障理事会への停戦決議の提出を発表した。最終的にエジプトの仲介によりイスラエルとハマースは2021年5月21日に停戦合意をし、11日間の戦闘に終止符が打たれた。尚、双方が勝利を主張している。しかし2021年6月16日、ガザからイスラエルに向けて焼夷弾が発射され、イスラエル空軍は報復としてガザ地区を複数回空爆し、また戦闘は再開されるのであった。

## 背景

### 2021年のラマダーン（4月-5月）間の戦闘
2021年のイスラム教の重要行事であるラマダーン（ラマダーン中、断食を行う）明けである4月13日の夜、エルサレム・ワクフ管理人が、イスラエル警察がアル＝アクサー・モスクの敷地内に侵入し、ムアッジンにアザーンを唱えるよう伝える拡声器のケーブルを切ったと発言した。当時、ルーベン・リブリン大統領が嘆きの壁で戦没者追悼記念日を行っていた。イスラエル警察はこの疑惑についてコメントを控えている。この事件はヨルダンによって非難され、パレスチナ国のマフムード・アッバース議長は事件を「人種差別的行為であり、ヘイトクライムだ」と声明を出したが、特段国際的な注目を集めることはなかった。同月、イスラエル警察は、エルサレム旧市街のダマスカス門の外にある、パレスチナ人の伝統的な休日の集いの場である、階段状の広場をバリケードで閉鎖した。閉鎖の結果、同日夜にはパレスチナ人と激しい衝突が引き起こされ、バリケードは数日後に撤去された。4月15日、パレスチナ人の若者がユダヤ教の超正統派を信仰する男性を平手打ちするTikTokの動画が拡散され、それを模倣したパレスチナ人による暴力事件が数件発生した。翌日、ラマダーンの第一金曜日、イスラエルはアル＝アクサー・モスクでの礼拝を行えるのは1万人までという制限を課し、何万人ものパレスチナ人礼拝者はアル＝アクサー・モスクで礼拝できなかった。同日、ヤッファではラビがパレスチナ人によって殴打され、イスラエル人による2日間の抗議デモが起こった。4月22日、極右のユダヤ人至上主義者グループであるレハヴァが、「アラブ人に死を」と唱えながらエルサレムを行進した。4月23日、パレスチナ武装勢力がイスラエル南部に36発のロケット弾を発射した。その後、報復としてイスラエル国防軍（IDF）はガザ地区のハマースの軍事施設にミサイルを発射した。数百人のパレスチナ人が東エルサレムでイスラエル警察と衝突するなか、パレスチナ武装勢力によってロケット弾が数発発射された。4月25日、国連のトル・ウェンズランド特使はこの暴力を非難し、「エルサレム全域内で発生している挑発行為の停止を求める。イスラエル国内の人口密集地に向けて無差別にロケット弾を発射することは国際法に違反し、直ちに中止しなければならない」と述べた。4月26日、ガザ地区からイスラエルに向けて40発以上のロケット弾が発射され、ガザ地区内では29日までに1発のロケット弾が落下した。イスラエルの安全保障内閣は、ガザからのロケット弾発射が続く場合、ハマースに対して攻撃を加えるということを数時間に及ぶ討議の末、賛成多数で決定した。その翌日には、パレスチナ人の少年と19歳のイスラエル人入植者が殺害された。5月6日、イスラエル警察はヨルダン川西岸地区のナーブルスで16歳のパレスチナ人を射殺した。Addameerによると、イスラエル警察は4月中旬から東エルサレムやその周辺での衝突で少なくとも61人の子どもを逮捕し、3週間で4人が射殺された。
イタマル・ベン＝グヴィルは、衝突が始まる直前にシェイク・ジャラーを訪れ、立ち退きを求められている家庭に対して「この土地はユダヤ人のものだ」と述べ、デモ隊に発砲するよう警察に指示を下した。フランス通信によると、衝突に至るまで、シェイク・ジャラーではユダヤ人入植者がアサルトライフルやリボルバーを公然と所持していた。作家であるラムジー・バルードによると、エルサレムのアリエ・キング副市長と冗談を交わしながら、デモ活動中にイスラエル警察に射殺されたパレスチナ人住民を嘲るベン＝グヴィルの動画が投稿された。

### シェイク・ジャラー論争
シェイク・ジャラー地区には、1948年のナクバでヤッファやハイファの家を追放されたパレスチナ人難民の子孫が多く住んでいる。2021年時点で、約75世帯のパレスチナ人がシェイク・ジャラーに住んでいる。シェイク・ジャラーで長く続いているイスラエル人・パレスチナ人間の土地の所有権をめぐる争いは、1948年以来続いている土地をめぐるイスラエルとパレスチナの争いの縮図と考えられている。そして、2021年時点で、東エルサレム全域に住む1000世帯以上のパレスチナ人が、立ち退きの可能性に直面している。イスラエルの法律ではヨルダン政府によって収用された場所を除き、イスラエルの土地所有者が1948年以前に所有していた東エルサレムの土地に対して所有権を請求することを認めているが、パレスチナ人が所有していた現イスラエルの土地に対する所有権の請求は拒否している。国際社会は東エルサレムをイスラエルの占領下にあるパレスチナ国土とみなしており、国連人権高等弁務官事務所（OHCHR）はイスラエルに対してシェイク・ジャラーからのパレスチナ人の強制退去命令をすべて中止するよう求めた。OHCHRのスポークスマンは、このような強制的な立ち退きの命令は「戦争犯罪」に当たる可能性があると述べた。その他人権団体は、シェイク・ジャラーでのパレスチナ人強制退去命令に対して批判を多く行っており、ヒューマン・ライツ・ウォッチは、東エルサレムにおけるパレスチナ人とユダヤ人住民の権利の格差は、「東エルサレムのパレスチナ人が直面しているアパルトヘイト（揶揄）の現実を浮き彫りにしている」という旨の声明を発表した。イスラエルの人権団体は、東エルサレムで1000世帯以上のパレスチナ人が立ち退きの危機にさらされていると推定している。

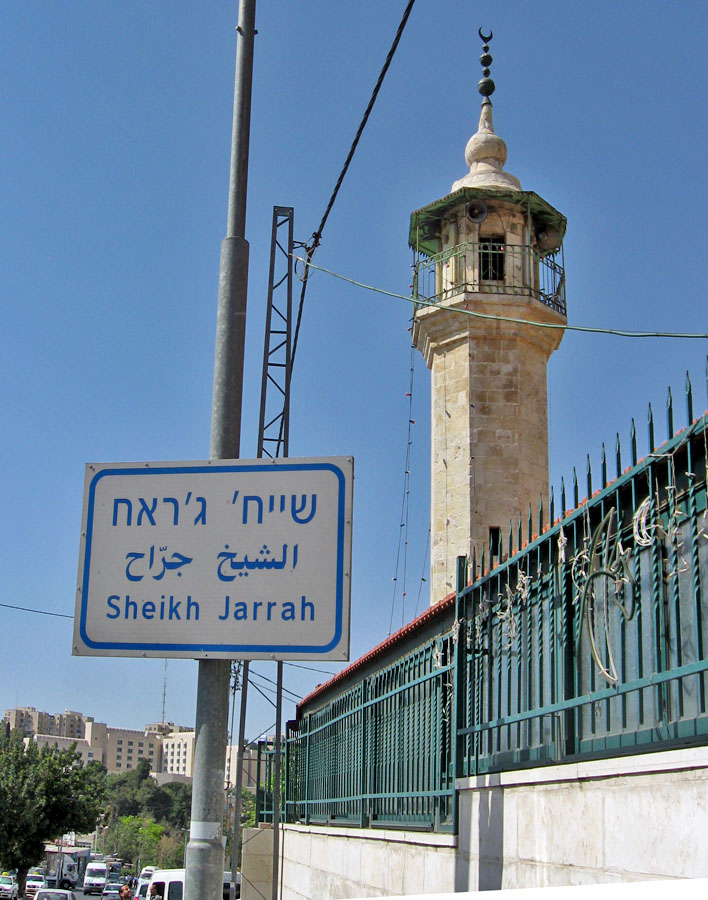
シェイク・ジャラー地区境

元々、ジェイク・ジャラーはユダヤ人が1870年代、オスマン帝国統治時代にパレスチナのアラブ人地主から購入した土地である。しかし、この土地購入については、一部のパレスチナ人が異議を唱えており一部のパレスチナ人は、現在イスラエルが支配している（イスラエル側が1870年代に購入したと主張する）土地について、オスマン帝国時代にパレスチナ人が持っていたとする土地所有権を提出している。1948年の第一次中東戦争後、ジェイク・ジャラーはヨルダンの支配下に入った。戦後、ユダヤ人住民は東エルサレムから、パレスチナ人はイスラエルから追放された。1956年、ヨルダンは国連のパレスチナ難民救済事業機関と協力して、これらのパレスチナ人家族のうち28世帯をユダヤ人が所有していた（実際は所有権はイスラエル人のものである）土地に居住するように呼び掛けた。第三次中東戦争後、ジェイク・ジャラーはイスラエルの占領下に置かれた。1970年、イスラエルは実質的にヨルダンが所有するようになっていた東エルサレムの不動産を、所有権の譲渡の手続きを飛ばして以前の所有者による所有を認める法律を発布した。この法律に基づき1972年、イスラエル管理総局は、土地の正当な所有者であると主張するユダヤ人信託の不動産登録を行った。1982年、元々不動産を所有していた家庭が「自分たちの知らないうちに勝手に不動産登録が行われた」と主張し、ユダヤ人信託による所有権主張に異議を唱える内容の合意が裁判所によって承認された（尚、家に住むことは認められたが、所有権はユダヤ人信託のもののままという結果となった家庭も多くある。詳しくは注釈を参照のこと。ほか、イスラエル人入植者の法制度詳細は、ユダヤ・サマリア入植地規制法、ヨルダン川西岸地区入植地におけるイスラエル法を参照のこと）。その後、これらの異議申し立てはイスラエルの裁判所によって却下された（これにより注釈同様イスラエルの法律上、パレスチナ人は借家人という扱いとなり、ユダヤ人信託は家主という扱いとなった）。その後、信託銀行は借家人に家賃の支払いを要求するも未払いとなるケースが起き、1990年代から立ち退き命令が出され始めた。パレスチナ人の借家人は、この土地はイスラエルの公認国境から外れているため、イスラエルの裁判所には管轄権がないと主張している；この見解は国連人権事務所も支持している。
2003年、ユダヤ人信託はジェイク・ジャラーの不動産の一部を右翼ユダヤ人入植者団体に売却し、その後パレスチナ人住民の立ち退きを繰り返し命令した。同団体は200戸以上の住宅を建設する計画への許可を政府に求めているが、まだ政府の承認は得ていない。同団体は2002年にジェイク・ジャラーから43人のパレスチナ人を立ち退かせており、その後さらに3世帯を立ち退かせた。2010年、シェイク・ジャラーの住宅（計57戸）に居住していたパレスチナ人世帯が、正式に不動産の所有権を認めるよう裁判所に申し立てた訴えをイスラエル最高裁は却下した。イスラエルの裁判所は以前、パレスチナ人は 「保護された借家人」と呼ばれる法的地位の下にその土地に留まることができるが、家主であるユダヤ人に家賃を支払わなければならないという見解を示していた。その後前述のようにパレスチナ人は家賃の支払いを拒否し、大規模な改築なども行ったため、イスラエルからは立ち退きを求める動きが出てきた。イスラエル最高裁は2021年5月10日に、シェイク・ジャラー地区からのパレスチナ人6世帯の立ち退きを認め指示するかどうかの判決を下す予定であった。その前に高等裁は、8月1日までにパレスチナ人13世帯58人は立ち退かなければならないとの判決を下していた。2021年5月9日、イスラエル最高裁は、アヴィチャイ・マンデルブリット司法長官からの指示を基に、立ち退きに関する判決を30日間延期することを発表した。2021年5月26日、最高裁はマンデルブリット司法長官に対し、この論争に関する法的見解を2週間以内に示すよう命じた。尚そのとき別の問題ではあるものの、シロアムのバタン・アル・ハワ地区からの立ち退き命令を受けたパレスチナ人7世帯が控訴し、エルサレム地方裁判所で控訴審が行われている。『ハアレツ』紙によると、マンデルブリット司法長官は6月7日、この件に関する法的見解を示すことを辞退すると裁判所に通告した。また最高裁はこの裁判の判決を8月2日まで延期することを発表した。
エルサレム政策研究所は、財産権・所有権に対するイスラエル側の見解は国際法上容認できないとしている。エルサレムを拠点とするNPO「ベツェレム」と国際的な人権団体「ヒューマン・ライツ・ウォッチ」は、報告書で「東エルサレムにおける差別的な政策」としていくつかイスラエルの政策を挙げ、イスラエルがアパルトヘイトの罪を犯していると主張した。イスラエルはこの指摘について否定した。東エルサレムは事実上イスラエルのものであり、イスラエルはそこで自国の法律を適用している（イスラエル国防軍軍律）。国連人権高等弁務官事務所は、「東エルサレムはイスラエルが占領しているパレスチナ自治政府の領土である」との見解を示している。アントニー・ブリンケン米国務長官はイスラエルに対して、「東エルサレムのパレスチナ人世帯に立ち退きを強制的に強いることは、紛争もしくは戦争につながりかねない行動である」と発言・勧告を行った。

### 双方の不安定な内政
2021年5月22日に予定されていた2021年パレスチナ立法評議会選挙が、4月29日、マフムード・アッバース大統領によって無期限延期された。選挙での健闘が期待されていたハマースは、この動きを「クーデターだ」と批判、パレスチナ人の中にはアッバースが自身の政党ファタハの政治的敗北を避けるために選挙を遅らせているのではないかと考える者もいた。政治アナリストたちは、この延期が2021年の危機の一因となり、ハマースが対話ではなく軍事でものを言わせるようになった原因でもあるとみている。また同時期、ラマダーン中の戦闘でロケット弾を発射したことの責任をハマースが取った。NBCニュース、ウォール・ストリート・ジャーナル、フォーリン・ポリシー各紙は、責任を取ったことと選挙延期が重なりパレスチナ人の間でハマースの人気が上がっていると報じた。
そして当時、イスラエル情勢も混乱していた。イスラエルでは2019年以降4回の選挙が行われ政権もいくつか樹立していたが（ネタニヤフ・ガンツ内閣、ベネット・ラピド内閣）デモなどの影響で辞職、当時は暫定政権によって運営されていた。ベンヤミン・ネタニヤフは、複数の極右政治家を説得して連立内閣を組もうとしていた。しかし、イスラエルの右派政治家ベン＝グヴィルらの発言により危機は助長された。ニューヨーク・タイムズは、ネタニヤフは自身の指導力への支持を高めるために危機を煽ろうとし、その結果エルサレムでは緊張が高まったと報じた。The Conversationは、これを「陰謀論的」だと断じ、危機によるイスラエル人の団結が第6次ネタニヤフ内閣の組閣に繋がっとはいえ、「組閣する為にパレスチナ人との大きな衝突を期待していたわけではない」と報じている。

## エスカレーション
シェイク・ジャラー論争に対するパレスチナ人の抗議行動は5月6日に始まったが、デモはすぐにアル＝アクサー・モスク、ロード、その他イスラエルのアラブ人が多く住む地域、ヨルダン川西岸地区の一部（イスラエル占領下）に広がった。その後警察との衝突が発生し、5月10日から14日にかけて、イスラエルの治安当局は東エルサレムで約1000人のパレスチナ人デモ参加者が負傷したと報告している。

### シェイク・ジャラー
パレスチナ人とイスラエル人が最初に衝突したのは5月6日、論争の元となっているシェイク・ジャラーだった。パレスチナ人のデモ隊は、毎晩屋外でイフタール（ラマダーン後に行う断食を解く意味で食べる豪華なディナー）を行った。5月6日、イスラエル人と極右政党強いイスラエル党員は、パレスチナ人の向かいに挑発の意味でテーブルを設置した。ソーシャルメディアの動画には、双方が石や椅子を投げつける様子が映し出されていた。イスラエル警察が介入し、少なくとも7人が逮捕された。イスラエル警察はその後、シェイク・ジャラーのパレスチナ人住宅・商店・レストラン・公共スペース・文化施設などに、デモを封じ込めるために使用される持続性のある悪臭を放つ「スカンク」を使用した。

### アル＝アクサー・モスク

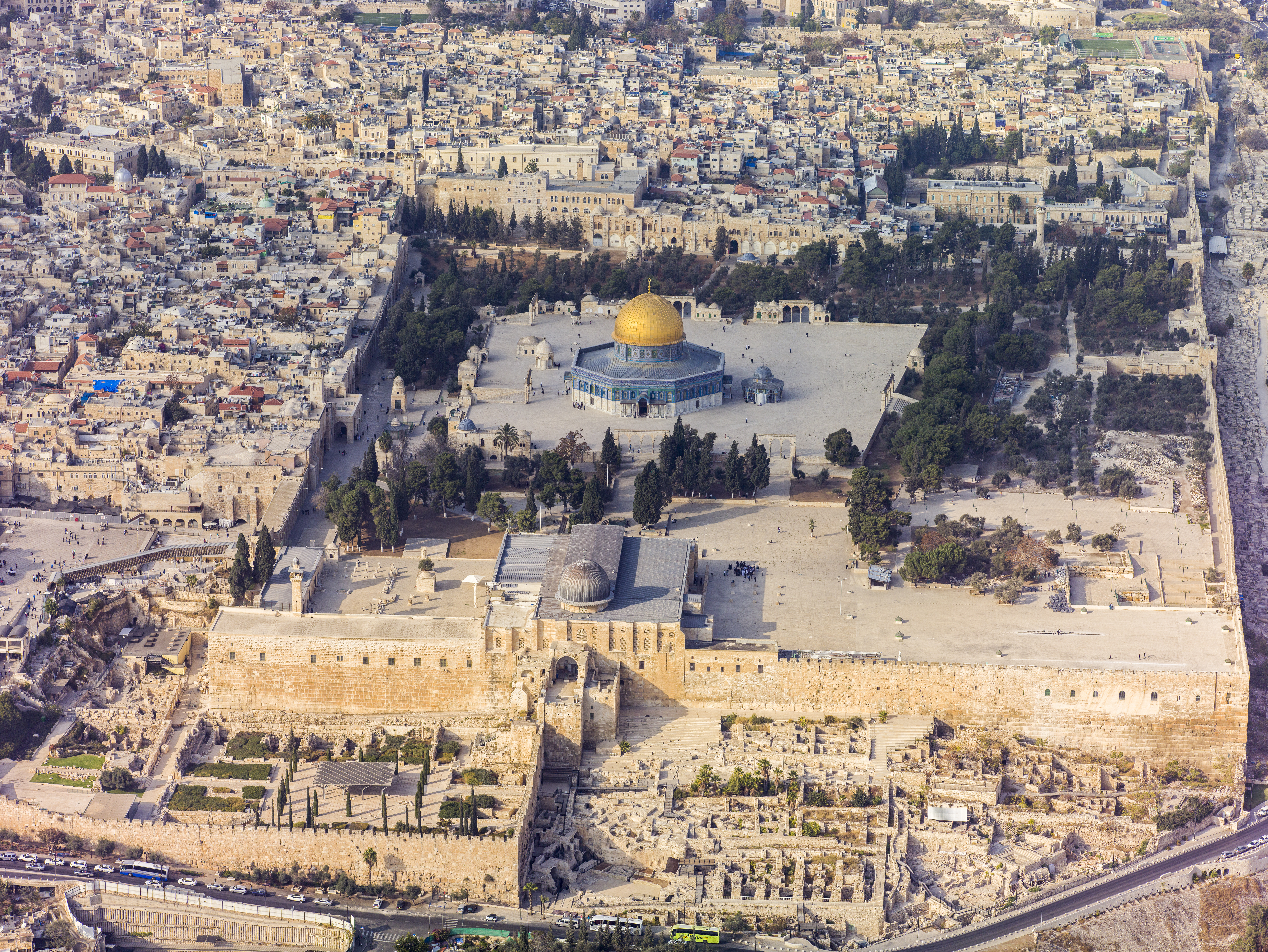
衝突の現場となったアル＝アクサー・モスクの航空写真

5月7日、約7万人の参拝者がアル＝アクサー・モスクでのラマダーン最後の金曜礼拝に参加したため、多くの警察官が警備に当たった。夕方の礼拝後、一部のパレスチナ人礼拝者が、イスラエル警察官に向かって、事前に用意していた石などを投げ始めた。警察官はモスクの敷地内と野戦診療所にスタングレネードを発射した。モスク側は、イスラエル警察がラマダーン期間中に多くのパレスチナ人が寝泊まりするこの敷地からパレスチナ人を退けようとした後に衝突が起き、退けようとした行為はイスラエル警察が敷地内に立ち入るためだったとした。その後イスラエル警察がモスクの敷地を制圧、300人以上のパレスチナ人が負傷した。その中でもパレスチナ人は石や爆竹、その他何でも重いものであれば投げつけ、イスラエル警察はパレスチナ人に向けてスタングレネードや催涙ガス、ゴム弾を発射した。この騒動は、極右のユダヤ人によるエルサレムの日の行進の開始前に発生した。騒動により最終的に、パレスチナ人600人以上が負傷し、うち400人以上が入院した。ガザ地区の武装勢力は翌日の夜、報復としてイスラエルに向けてロケット弾を発射した。
5月8日、イスラム教の聖夜「ライラトルカドル」の日にも衝突が起きた。パレスチナの群衆はイスラエル人に対して石を投げ、火をつけ、「テルアビブを攻撃せよ」「精神と血にかけて、我々はアル＝アクサーを奪還する」と唱えた。タイムズ・オブ・イスラエルは、ハマースもこの抗議運動に支援を行っていると報じた。イスラエル警察は装備を身につけ、一部騎馬隊も送られ、スタングレネードや水鉄砲でデモ隊を弾圧した。この衝突では少なくとも80人が負傷した。
5月10日、イスラエル警察は2度目のアル＝アクサー・モスク制圧作戦を行い、衝突が発生。パレスチナ人300人とイスラエル警察21人が負傷した。赤新月社によると、250人のパレスチナ人が入院し、7人が重体だという。
また5月10日には、アル＝アクサー・モスクの近くで木が燃えている様子を映した動画がソーシャルメディアで拡散された。敷地西側の広場では、イスラエル人の群衆がエルサレムの日（第三次中東戦争で東エルサレムを占領した日）を祝って歌い踊っていた。パレスチナ問題の専門家であるヤイル・ワラックは、これを「大量虐殺を象徴する復讐の歌を歌っている」と非難した。群衆は、サムソンがガザの柱をなぎ倒す前に叫ぶ、士師記16章28節の「ああ、主なる神よ、どうぞ、わたしを覚えてください。ああ、神よ、どうぞもう一度、わたしを強くして、わたしの二つの目の一つのためにでもペリシテびとにあだを報いさせてください」という一節を叫んだ。アル＝アクサー・モスクで発生した火災がイスラエル警察のスタングレネードによるものか、それともパレスチナ人が投げた火炎瓶によるものかは、目撃者の証言によって異なっている。火災はアル＝アクサー・モスクからわずか10メートルのところで起きたが、モスクに被害はなかった。

### ヨルダン川西岸地区

パレスチナ（緑）とイスラエルの支配地域を示すヨルダン川西岸地区の地図（2021年5月）。

5月14日の金曜礼拝後、パレスチナ人はヨルダン川西岸地区内200カ所以上でデモを行った。デモ隊はイスラエル人に石を投げつけ、イスラエル警察は実弾射撃と催涙ガスで対応した。結果、衝突で11人のパレスチナ人が死亡した。その他、イスラエル兵士を刺そうとしたパレスチナ人男性は撃たれたが一命を取り留めた。計100人以上のパレスチナ人が負傷した。ガザ地区でのデモ激化以来、ヨルダン川西岸地区でも毎日のようにデモが行われていた。2021年5月16日時点で、ヨルダン川西岸地区では5月14日までにイスラエル軍との衝突で合計13人のパレスチナ人が死亡している。
アル＝アラビーヤによると、5月18日に東エルサレムを含むヨルダン川西岸地区でゼネストを行うことをファタハが支持した。イスラエル国内のパレスチナ人にも参加を呼びかけていた。騒動下においてイスラエルの人口の20％を占めるパレスチナ人と、イスラエルが1967年に占領した地域に住む人々は団結していた。ガザ地区、ヨルダン川西岸地区内のイスラエル占領地域、イスラエル国内の村や町のいたるところで、騒動の影響を受けて商店が閉鎖されていた。デモとストライキが行われたこの日、ラマッラー近郊での衝突によりパレスチナ人男性1人が死亡、70人以上が負傷し、イスラエル軍兵士2人が銃撃を受けて負傷した。

### イスラエルのアラブ人コミュニティー
5月10日の夕方から夜にかけて、ロードのアラブ人暴徒がユダヤ人住宅、学校、シナゴーグに投石や火炎瓶を投げつけ、その後病院も襲撃した。その後ユダヤ人が暴徒に向かって発砲し、1人が死亡、2人が負傷した。発砲を行ったユダヤ人は逮捕された。
イスラエル全土、特にアラブ系住民の多い都市では、デモ・暴動がより広がった。ロードではユダヤ人のアパートに石が投げ込まれ、ユダヤ人住民の一部は警察によって家から避難させられた。シナゴーグとイスラム教徒の墓地が破壊された。ユダヤ人男性はレンガで頭を殴られ重傷を負い、6日後に死亡した。アッコでは、エフェンディ・ホテルがアラブ人の暴徒によって放火され、宿泊客数人が負傷した。そのうちの一人、イスラエル宇宙局の元局長アヴィ・ハル・イヴェンは火傷と煙を吸い、6月6日に死亡した。近郊の都市ラムラでは、ユダヤ人暴徒が通行車両に石を投げつけた。5月11日、ロードの市長であるヤイル・レヴィヴィオは、ベンヤミン・ネタニヤフ首相に対し、イスラエル国境警察をロードに派遣するよう要請した。5月11日、ネタニヤフ首相はロードに非常事態宣言を発令した。イスラエルがアラブ人コミュニティに対して非常事態権限を行使したのは、1966年以来初めてのことである。国境警察が市内に配備され、夜間外出禁止令が発令され、市民以外が市内に入ることが禁止された。アミール・オハナ国家安全保障大臣は、緊急命令の実施を発表した。
騒動は5月12日になっても続いた。アッコでは、車を運転中のユダヤ人男性が棒や石で武装したアラブ人暴徒に襲われ重傷を負った。バト・ヤムでは、ユダヤ人がアラブ人商店を襲撃し、歩行者を殴打した。そしてアラブ人の自動車運転手が車から引きずり降ろされ、路上で殴打された。この事件はイスラエルのニュースによって生中継された。
5月13日時点で、ベエルシェバ、ラハト、ラムラ、ロード、ナーシリーヤ、ティベリア、エルサレム、ハイファ、アッコから「暴動、刺傷、放火、住居侵入未遂、銃撃」を含む集団暴力が報告されている。イスラエル国防軍（IDF）兵士がヤッファで暴行を受け、頭蓋骨骨折と脳出血で入院し、ユダヤ人救急隊員ともう一人のユダヤ人男性がロードで射殺され、警察官がラムラで撃たれ、ユダヤ人ジャーナリストがテルアビブで暴徒に襲われ、ウンム・アル＝ファームに間違って車を乗り入れたユダヤ人家族がアラブ人暴徒に襲われ他の地元住民と警察に救出されるなど多くの事件が発生した。この騒乱を鎮圧するため、国境警察は最終的に全国に配備され、予備役も10個中隊が招集された。ネタニヤフ首相はロードで警察を前にした演説で、1976年、「土地の日」に発生した暴動を警察が鎮圧した方法を思い起こさせながら、暴動が起きたときの警察執行に対する後々の調査について心配する必要はないと語った。
5月17日までに暴動はほぼ沈静化した。しかし5月18日、イスラエル系アラブ人はヨルダン川西岸地区とガザ地区のパレスチナ人と共に、イスラエルの政策に抗議してゼネストを行った。多くのユダヤ人雇用主が、ストライキに参加したアラブ人労働者を解雇すると脅した。ハイファのランバム病院の経営陣は、ストライキに参加しないよう警告する書簡をアラブ人従業員に送った。イスラエル教育省は、アラブ人の多く住む町の学校長にストライキに参加した教師のリストを求める要請書を送り、イスラエル中の教師から激しい批判を浴びた。ストライキに参加した職員が、イスラエルの法律で義務づけられている事前の聴聞を受けることなく、違法に解雇された例もあった。イスラエルの通信会社セルコムは、イスラエル人とパレスチナ人の共存を訴えるとして、1時間業務を一時停止した。この動きは、イスラエルの右派の間で「セルコムがストライキを組織的に行っている」と非難され、セルコムのボイコットを求める声につながり、いくつかのユダヤ人入植者評議会や右派団体はセルコムのサービスの利用をやめた。セルコムの株価はその後2％下落した。
暴動を通して、アラブ人暴徒は10のシナゴーグと112のユダヤ人宅に放火し、386のユダヤ人宅から略奪を行い、さらに673のユダヤ人宅に何等かの損壊を与え、849のユダヤ人が持つ車に火をつけた。ユダヤ人に対する投石も5018件報告されている。一方、ユダヤ人暴徒は13のアラブ人宅を損壊し、アラブ人の車13台に火をつけ、アラブ人に対する投石は41件報告されている。ユダヤ人宅と間違えてアラブ人宅を放火したアラブ人暴徒というケースも1件あった。騒乱の間、モスクに火がつけられたり、アラブ人の家が略奪されたりしたことは報告されていない。5月19日までに、暴動に参加したとして1319人が逮捕され、そのうち159人がユダヤ人であった。また、暴動に関して170人が刑事告発され、そのうち155人がアラブ人、15人がユダヤ人であった。5月23日、暴動で逮捕された者のうちユダヤ人は10％で、大半はアラブ人だったと報じられた。5月24日、警察は「法と秩序作戦」として暴徒を逮捕するための大々的な作戦を開始し、数千人の警察官を投入して暴徒の大量逮捕を行った。5月25日までに1550人以上が逮捕された。6月3日、警察は全暴徒の逮捕完了を発表したが、逮捕された2142人のうち91％がアラブ人だった。2022年5月現在、騒動によって起訴された600人のうち約90％がアラブ人である。
アムネスティ・インターナショナルによると、イスラエル系アラブ人の逮捕者のほとんどは「警察官への侮辱や暴行」あるいは「違法な集会への参加」が罪状で、ユダヤ系右翼過激派はアラブ人であれば違法とされる集会が可能だったとしている。同団体は、イスラエルと東エルサレムで、イスラエル警察によるパレスチナ人に対する「違反行為の目録」を作成したと発表した。「ハイファとナザレで少なくとも2回、警察が非武装のデモ参加者のグループを威嚇射撃もなしに攻撃したことが、目撃証言や検証されたビデオに映っている」と報告した。

### ガザ地区
ハマースはイスラエルに対し、5月10日午後6時までにハラム・アル・シャリフ・モスクとシェイク・ジャラーの両方から警察官とイスラエル国防軍（IDF）兵士を全員撤退させるように最後通牒を突きつけ、もし撤退が実現しなければガザ地区の民兵組織（共同作戦室）がイスラエルを攻撃するだろうと発表した。期限が過ぎた数分後、ハマースはガザ地区からイスラエルに向けて150発以上のロケット弾を発射した。IDFによると、7発のロケット弾がエルサレムとベト・シェメシュに向けて発射され、1発は迎撃された。また、対戦車ミサイルがイスラエルの民間車両に向けて発射され、運転手が負傷した。イスラエルは同日、報復としてガザ地区に対して空爆を行った。ハマースとイスラーム聖戦は、この紛争を 「エルサレムの剣の戦い（アラビア語: معركة سيف القدس）」と呼んだ。翌日、イスラエル国防軍はガザ地区での作戦を 「壁の守護者作戦」と命名した。
5月11日、ハマースとイスラーム聖戦はアシュドッドとアシュケロンに数百発のロケット弾を打ち込み、2人が死亡、90人以上が負傷した。リション・レツィヨンでは3人目となる死者が報告（イスラエル人女性）、ダーマシュでもロケット弾による攻撃で2人の市民が死亡した。
5月11日、ガザにある13階建ての住居「ハナディ・タワー」がイスラエルの空爆を受けて倒壊した。タワーは、住宅と商業用オフィスが混在していた。IDFによれば、このタワーにはハマースが使用する事務所があり、「ビル内の市民に事前に警告をし、彼らが避難するのに十分な時間を与えていた」としている； 報復としてハマースとイスラーム聖戦はテルアビブに向けて5分間で137発のロケット弾を発射した。ハマス側は「過去最大規模の弾幕を張った」と述べた。さらに、イスラエル国営の石油パイプラインがロケット弾の直撃を受けた。
イスラエル空軍は5月12日、ガザ地区の警察施設や治安施設を数十箇所破壊した。5月12日、ガザからイスラエルに向けて850発以上のロケット弾が発射された。IDFによると、ハマースが発射した少なくとも200発のロケット弾はイスラエル領土に届かず、ガザ地区内に落下した。ハマースもまた、ガザ国境付近でイスラエル軍の所有するジープを対戦車ミサイルで攻撃したと発表。この攻撃でイスラエル兵1人が死亡、3人が負傷した。
5月13日、イスラエル軍とガザの武装勢力は砲撃と空爆を続けた。ハマースが無人航空機（UAV）をイスラエルへの攻撃に使用、イスラエル軍のF-16が自爆型UAVと交戦し、UAVは撃墜した。アイアンドームはイスラエルに向けて発射されたロケット弾の多くを迎撃した。イスラエルによる一連の空爆は、ハマースの内部治安部隊本部、中央銀行、ハマース幹部司令官の自宅などを標的に行われた。5月14日、イスラエル国防軍は、地上と空中の部隊がガザ地区を攻撃していると主張した。しかし、この主張は後に撤回され、報道機関を誤解させたとして謝罪がなされた。イスラエル軍はガザ地区周辺で活動を行っており、地上部隊は侵攻の準備をしているかのように国境沿いに配置されたと報道されている。イスラエル空軍は同日、「地下鉄」として知られるハマースの巨大な地下トンネル網と地上の陣地への大規模な砲撃を開始し、多数の死傷者を出したと報じられた。イスラエル軍が地上侵攻の準備を行っているとの報道は、ハマ０スの工作員をトンネルに誘い込み、イスラエルの地上部隊と対峙できるよう陣地を準備し、空爆によって多数の死者を出すための意図的な策略であったとされた。イスラエル政府関係者によると、この攻撃で数百人のハマース関係者が死亡し、さらに20人のハマース側司令官が戦死、ロケット弾製造能力の大半は破壊されたという。しかし、ハマースの上級指揮官はこの主張が真かどうか疑っており、トンネルに潜伏していたハマース戦闘員は数十人に過ぎないという情報が流れたため、ハマース側の推定死者数は数十人に修正された。ほか、合計160機のイスラエル空軍機が150の施設に450発のミサイルを発射し、空爆は約40分間続いた。また5月14日には、ハマースのUAVがイスラエルの防空部隊によって撃墜された。

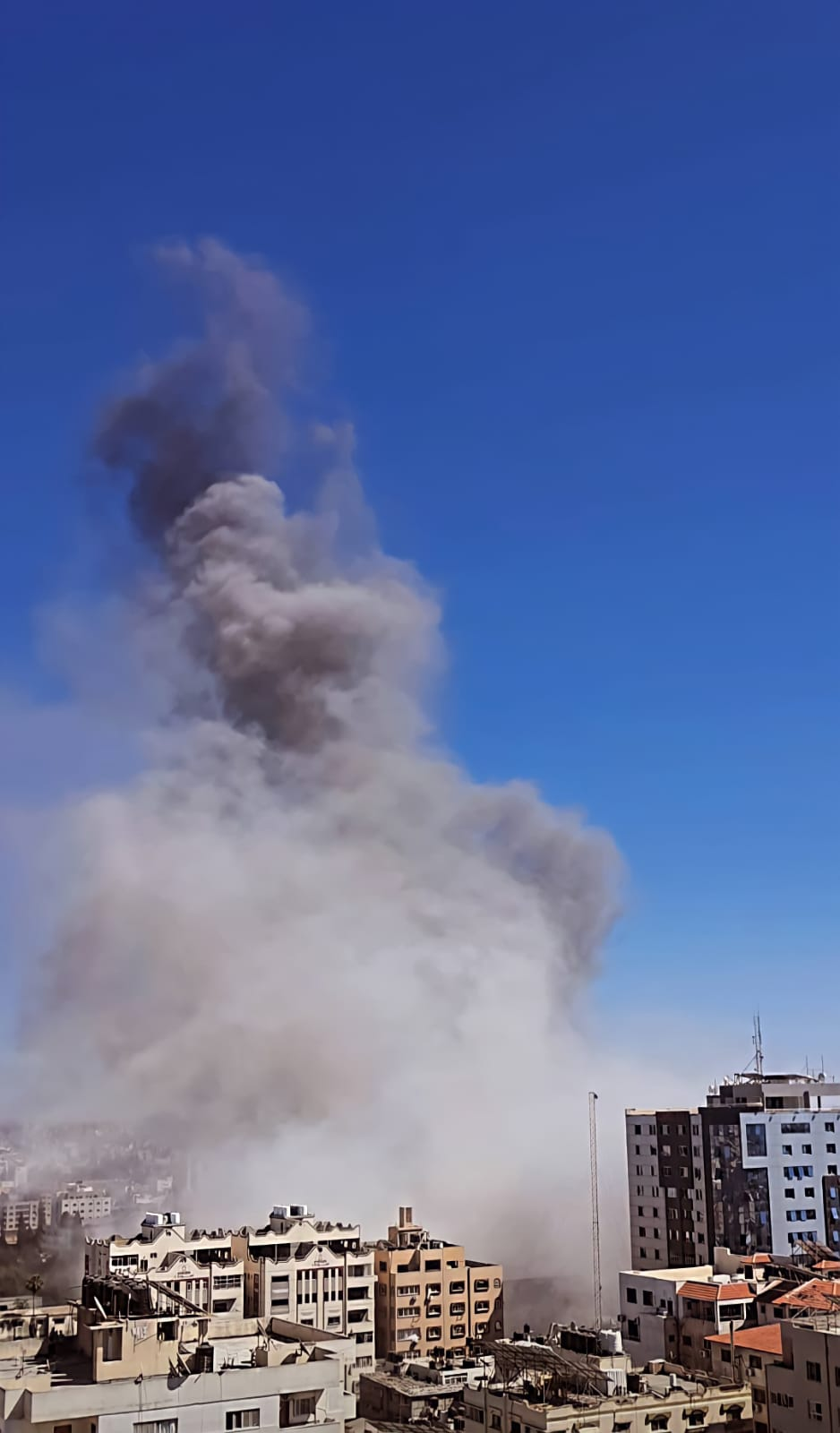
アル・ジャラア・ビルの破壊（5月15日）

5月15日、イスラエル国防軍は、アルジャジーラ・メディア・ネットワークとAP通信の記者が入居していたガザ地区アル・ジャラア・ビルを破壊した。イスラエル軍がビルの所有者に電話で攻撃を警告し、居住者全員に避難を勧告してから約1時間後、ビルに3発のミサイルが命中した。報道各社は押し寄せ、イスラエル国防軍はこの建物にはハマースの軍事情報機関の資産が入っていると説明した。6月8日、イスラエルは、ハマースの電子戦部隊がアイアンドームを妨害するシステムを開発しており、その拠点はこの建物（アル・ジャラア・ビル）にあると説明した。AP通信はその証拠を要求したが、ハマース側はコメントを出さなかった。イスラエルは、AP通信の職員がハマースの使用を知っていたとは疑っていないと述べ、AP通信のガザ地区での事務所と業務の再建を支援すると申し出た。イスラエルは、アメリカ政府に空爆に関する情報を提供したが、その情報は公表しないと述べた。アントニー・ブリンケン米国務長官は、イスラエルが米国に情報を提供したことを確認し、「情報ルートを通じてさらなる情報を受け取ったと私は理解しているが、それについてコメントすることはできない」と述べた。
ナクバから73年にあたる同日、イスラエルはガザ地区の産業インフラに対する最初の攻撃として、午後5時46分から5時48分の間に、ガザ北部のベイト・ラヒアにあるクダイル製薬社と、農業用具倉庫に向けて、推定6発のM150スモークHC155ミリ砲弾を発射した。このような弾薬は、部隊の動きを隠すために煙幕を作ることを目的に使用されるが、イスラエル軍はその時部隊を動かしていない。クデール倉庫には、重要な農薬のおよそ50％が保管されていたが、攻撃の影響で数百トンの農薬、肥料、プラスチック、ナイロンが炎上、有毒な噴煙が5.7 km2範囲に広がった。1年後、パレスチナのNGO『アル・ハーク』の法医学的建築部門は、この空爆はイスラエルによる『間接的な......化学兵器の配備に相当する』と主張する調査結果をまとめた。イスラエルは倉庫の中身を予見しており、農薬はすべてイスラエルから輸入されたものだったとされている。法律専門家によれば、この事件は国際刑事裁判所ローマ規程の下で訴追される可能性があるという。
5月16日、イスラエル軍機が高級住宅街リマルのウェハダ通りから200ヤード（180メートル）地点に11発のミサイルを撃ち込んだ。イスラエル国防軍によると、ハマースの地下トンネル網と地下司令部がこの攻撃の目標であったとしている。攻撃の結果住宅2棟が破壊され、民間人44人が死亡した。イスラエル国防軍によると、地下の軍事インフラがこの地域の民間建物の下にどの程度まで及んでいたかは分かっておらず、ミサイルが地下で炸裂して地下トンネル網を破壊した際、思いがけずその上の民間建物の土台が外れて倒壊したという。イスラエル国防軍は、民間人の犠牲がこれほどとは予想していなかったと述べた。『インデペンデント』紙の取材に応じたイスラエル軍高官は、民間人の死者は予想外であり、巻き添え被害を最小限に抑えるために道路の中央を狙った攻撃だったが、イスラエル空軍の計算では付近の建物の崩壊を予測できなかったと語った。また、イスラエル空軍は標的となった地下トンネル網に爆発物か弾薬が保管されていた可能性があり、それが最終的に建物の崩壊を引き起こしたのではないかと疑っているという。別のイスラエル政府高官は後に、トンネル網が近隣の民間地域に対してどれだけ深い場所にあったかを考慮すれば、今回の空爆におけるハマース戦闘員と民間人の死者の推定比率は『驚異的』だったと述べた。5月26日、ハマースのリーダーであるヤヒヤ・シンワルは、トンネル網が民間人居住地域の地下にあることを否定し、この見解を「根拠がない」と一蹴した。6月5日、シンワルは、ハマースが軍事司令部を民間人居住地域の地下に設置していることを認めた。シンワルは、「われわれと他のパレスチナ武装勢力は、多くの軍事司令部を民間人居住地域の地下から移転させるために、行動を行っている」と述べた。
イスラエル空軍は、5月17日にもハマースのトンネル網に対する大規模な爆撃を実施し、15キロメートル以上の地下通路を爆撃し、54機のイスラエル軍ジェット機が110発の爆弾を投下した。ハマースの指揮官9人の自宅と、ハマースの軍事情報部門が使用していた家も爆撃された。
戦闘中、対戦車誘導弾を持ったハマース戦闘員は、何度もアパートや砂丘の後ろに陣取った。これらの戦闘員部隊はIDFの偵察部隊によって発見され、その後攻撃を受けた。少なくとも20部隊がイスラエルの空爆と地上戦によって壊滅した。5月20日、ハマスの対戦車ミサイルがIDFの軍事用バスを攻撃し、兵士1人が軽傷を負った。この攻撃は、10人の兵士がバスを降りた直後であったため、被害は少なくなった。
さらにIDFは、イスラエル海軍の艦艇や石油・ガス掘削リグの下や近くで爆発するように設計されたハマスーの小型無人潜水機艦隊を全て撃沈させた。ハマースは無人潜水機を用いてイスラエルのタマールガス田を何度も攻撃しようとしていたとされる。無人潜水機による攻撃は、少なくとも2回阻止された。あるときは、ハマースが無人潜水機を発進させているのが目撃された。イスラエル海軍の艦艇は、潜水機が岸に近づいている内に破壊し、イスラエル空軍はその後、潜水機を発進させた部隊を攻撃した。

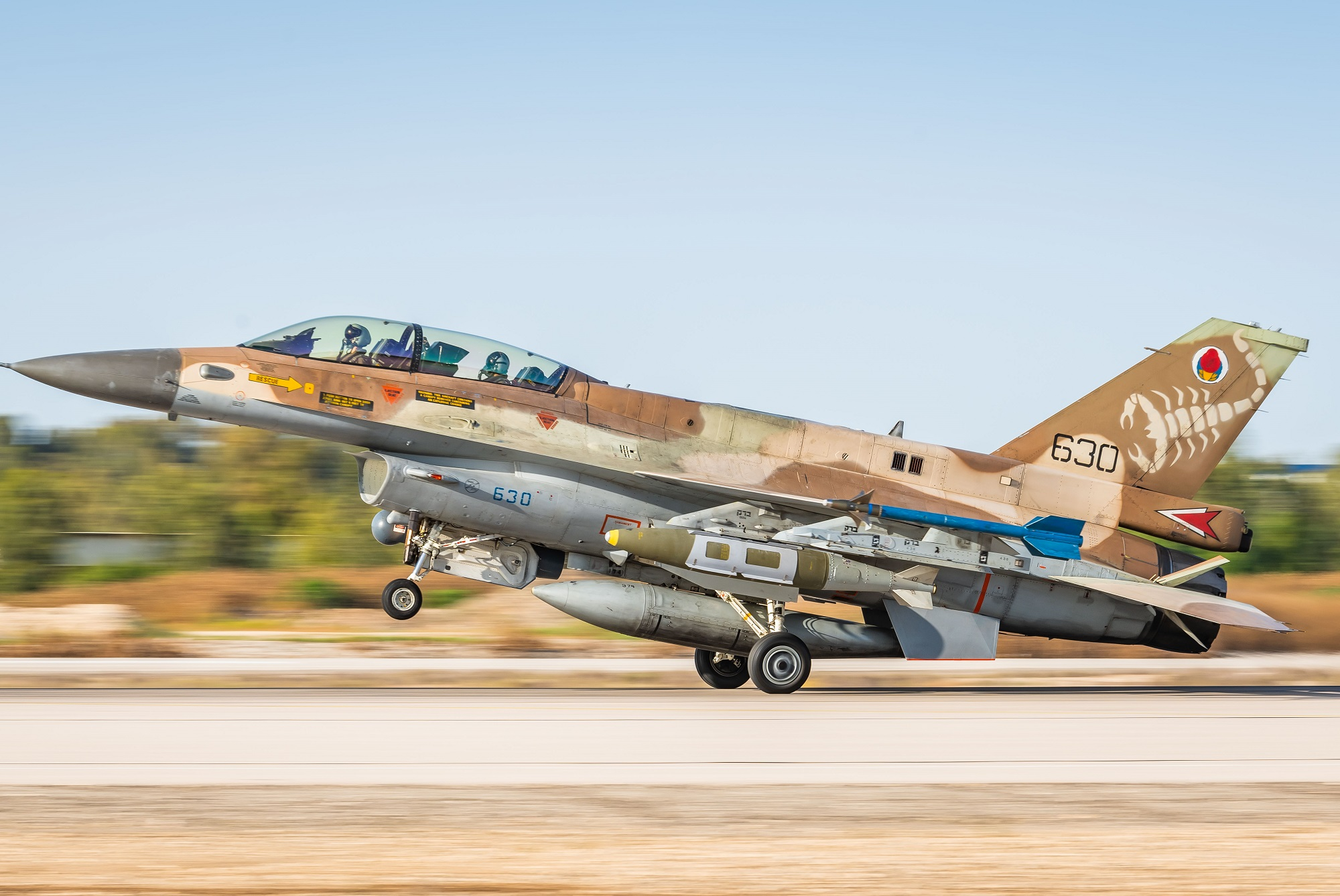
ガザ地区のハマース拠点を攻撃するため、ミサイルを搭載して飛び立つイスラエル航空宇宙軍のF-16戦闘機。

危機の終了までに、イスラエル南部と中部に向けては4,360発以上のロケット弾と迫撃砲弾が発射され、1日平均400発が発射された。また約3,400人が国境を越えることに成功し、680人がガザに、280人が海に落ちた。アイアンドームは、人口密集地に向かって発射された1,428発のロケット弾を撃ち落とした。アイアンドームが迎撃に失敗した60 - 70発のロケット弾が人口密集地を直撃したケースもあった。IDFの攻撃により6人が死亡し、外国籍の人も死亡した（アシュケロンで介護士として働いていたインド人女性と、ガザ国境に近いイスラエル南部の集落の荷造り小屋に爆弾が直撃した際に死亡したタイ人労働者2人）。その他、87歳の女性を含む3人のイスラエル民間人が、攻撃中に防空壕に逃げ込む際に転倒し、負傷して死亡した。
イスラエル国防軍は、ガザ地区への攻撃でハマース側のロケット弾を850発破壊し、ロケット弾製造施設全36拠点への攻撃で、ハマースのロケット弾製造能力を著しく低下させたと推定している。さらにイスラエルは、空爆によって多数のハマースとイスラーム聖戦の司令官を暗殺したと発表している。事実、危機下において30人近くのハマース幹部がイスラエル国防軍によって暗殺された。イスラエルがこれほどまでに上級指揮官の居場所を突き止めることができたのは、イスラエルの諜報機関がハマース陣営に潜入することに成功していたからだと考えられている。

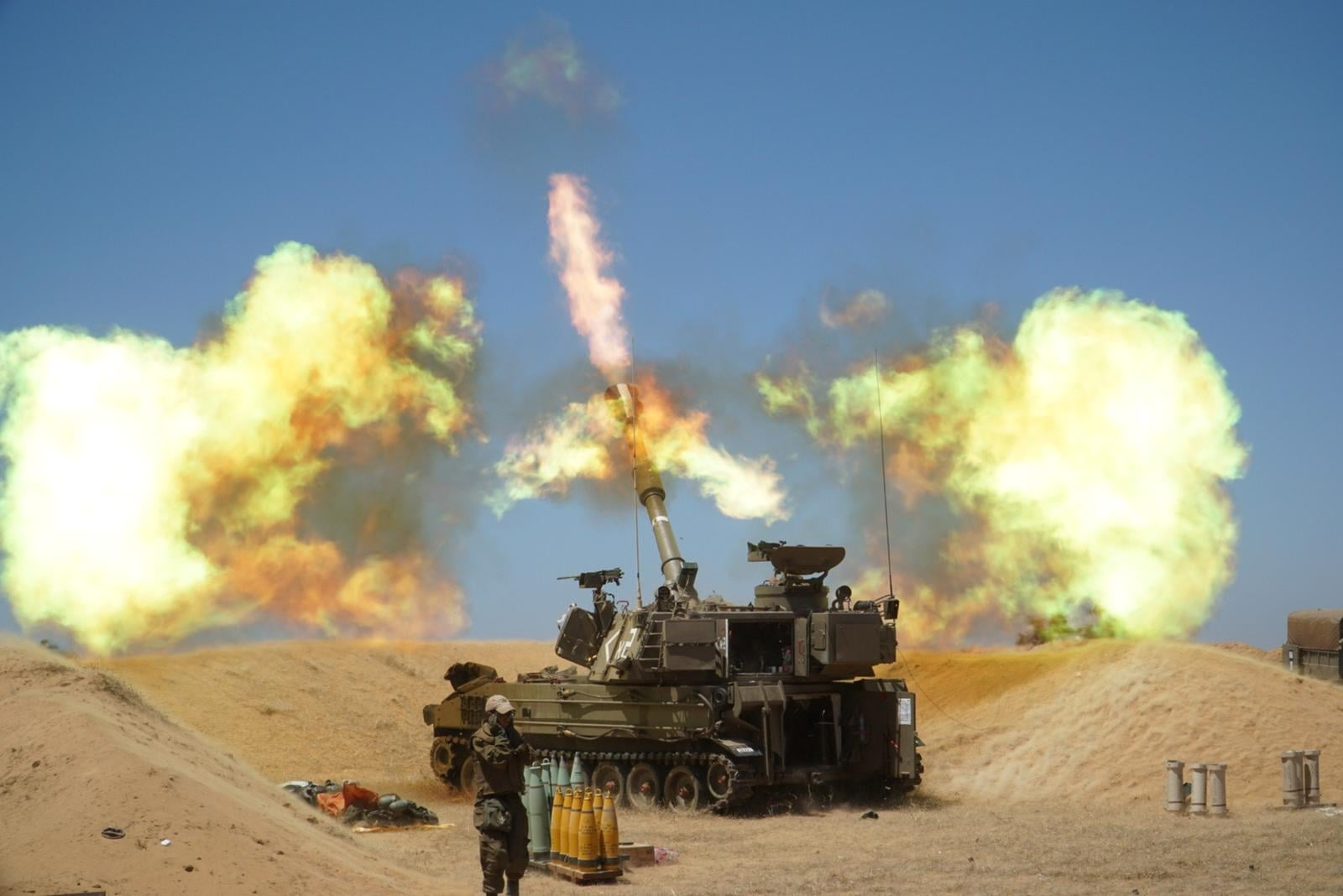
イスラエル軍によるガザ地区への砲撃（5月18日）

ほか、ハマース戦闘員が国境を越えてイスラエルに突入し、兵士や民間人を殺害したり誘拐したりしようとしたことが3度あった。その際は地下トンネルを通って戦闘員が移動していた。しかしこれらの攻撃はIDFによりすべて阻止された。一例では、ハマースの部隊が地下トンネルに入る前に攻撃され、他の二例では、部隊が地下トンネルにいる間に標的にされた。合計18人のハマス戦闘員が死亡した。IDFはまた、イスラエル領空に侵入したハマースのUAV7機を撃墜したと発表した。ただ、イスラエルの発射したUAVも、アイアンドームによって誤って撃墜されるケースがあった。
イスラエルのジャーナリスト、ハヴィヴ・レティグ・ガーは、イスラエルはハマースの戦術的革新を阻止することに成功し、将来の戦争に備えて準備していた軍事インフラを破壊したが、それは「効果がないか、まったく役に立たない」という見解を示している（事実2023年10月7日、ハマースはイスラエルに対する奇襲に成功した）。
国連によると、7万2000人以上のパレスチナ人が避難し、そのほとんどがガザにある48のUNRWAの運営する学校に避難しているという。停戦後は、UNRWAの学校に避難しているパレスチナ人は1000人ほどとなり、ピーク時の約66,000人から減少した。
UNWRAは、イスラエル軍の空爆によって損壊したガザにある2つの学校のうちの1つの校舎から、地下7.5メートルの穴ができていることを確認した。穴には、学校の敷地内への出入り口はなく、UNWRAはこのトンネルを建設した「可能性のある」イスラエル軍若しくはパレスチナ人を強く非難した。

### レバノン及びシリア
5月13日、イスラエル国防軍によると少なくとも3発のロケット弾がレバノン南部ティルスラシディエ地域（パレスチナ人難民キャンプもある）のすぐ南にあるクライラの海岸地域から発射され、イスラエル・レバノン国境を越えて地中海に着弾した。ヒズボラは攻撃について自分たちによる攻撃ではないと発表し、レバノン軍は攻撃を受け難民キャンプ周辺に配備、その後そこで数発のロケット弾を発見した。
5月14日、イスラエル・レバノン国境で、数十人のレバノン人がパレスチナ人への支持を訴えるデモを行った。デモ隊の一部は国境フェンスを突き破ってイスラエルに侵入し、メトゥーラ付近で火を放った。イスラエル国防軍はデモ隊に発砲し、後にヒズボラ戦闘員であることが判明した1人を殺害した。もう1人は負傷し、後に死亡した。その夜には、シリアから3発のロケット弾が発射され、うち2発はイスラエル占領下のゴラン高原に命中したが、着弾地点に人は住んでいなかった。翌日、レバノンのデモ隊が火炎瓶などで国境フェンスに損傷を与えた。
5月17日、過激派がレバノンからイスラエルに向けて6発のロケット弾を発射したが、ロケット弾はレバノン・イスラエル国境を越えることができなかった。イスラエル軍は、国境を越えてロケット弾が発射された方向に報復として砲撃を行った。この衝突で負傷者は出なかった。
イスラエル国防軍によると、5月19日、レバノン南部ティルスのシディキン村付近からハイファに向けてロケット弾が4発発射された。1発は迎撃され、もう1発は空き地に着弾、残り2発は海に落下した。イスラエル軍は報復として砲撃を行った。

## 死傷者と被害

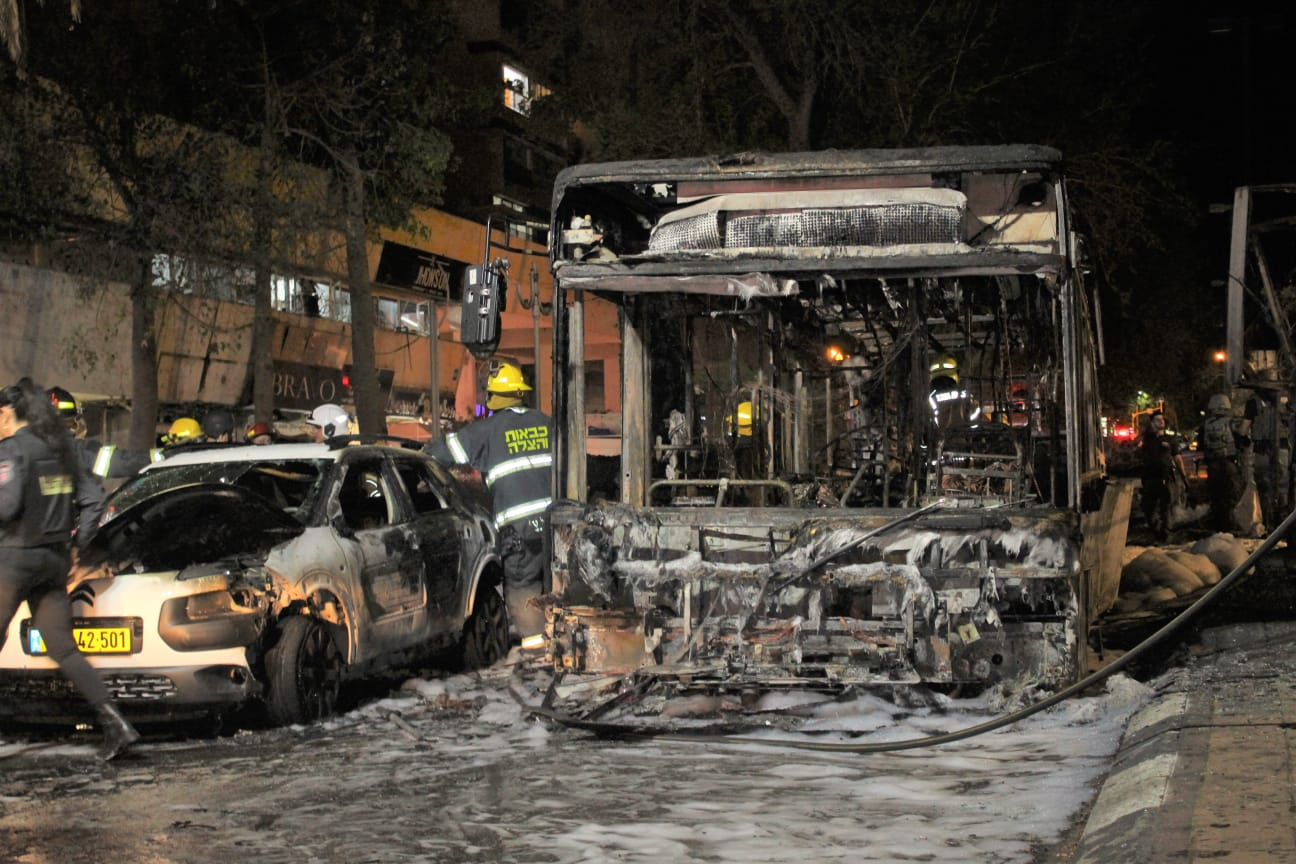
ロケット弾攻撃後のイスラエル・ホロンのバスと車の残骸（5月11日）

イスラエルでは、子ども2人、インド人女性1人、イスラエルに住み働いているタイ人男性2人を含む13人が殺害された。5月18日までに、ダビデの赤盾社の救急車サービスは、ロケット弾攻撃で直接負傷した114人の負傷者と、ロケット弾攻撃からの避難途中などで負傷した198人の負傷者を治療した。
国連とヒューマン・ライツ・ウォッチは、260人のパレスチナ人が殺害され、その半数にあたる129人は民間人であったと報告した。死者の内243人はイスラエル国防軍によって殺害されたと報告されている。ガザ保健省は、1948人が負傷し、うち610人が子ども、400人が女性であったと発表している。また、殺された女性のうち4人は妊娠していた。イスラエルは200人のパレスチナ武装勢力戦闘員を殺害したと発表したが、ハマースによれば80人のハマース戦闘員が殺害された。ハマースの軍司令官であるバッセム・イッサも5月12日、ジョマー・アブドゥッラー・タルハとともに殺害され、翌日にはハマースのサイバー攻撃部門と対戦車部隊のトップであるイヤド・シャリールも殺害された。パレスチナ武装勢力は、殺害された少年の一人はイッズッディーン・アル＝カッサーム旅団の戦闘員だったとしている。
パレスチナ国が発射したロケット弾の一部は不発に終わり、ガザ地区に着弾、自国から少なくとも7人の死傷者を出した。イスラエルによれば危機中に、約640発のロケット弾がパレスチナから発射されたという。5月10日の犠牲者の内、爆発により死亡した数人については、イスラエル軍の空爆の結果死亡したのか、それともパレスチナ国のロケット弾がイスラエル領に届かず落下した結果死亡したのかで、議論が分かれている。
5月13日、IDF第162師団は、ハマースに対する欺瞞作戦の一環として、空爆が実施される前にハマース戦闘員を地下トンネル網に誘い込むため、ガザ地区北部の一角に砲撃を500発行った。砲弾の一部は、ベイト・ラヒア近くの農業用地である「アル・カリア屋敷」を直撃した。その結果、一家の3人の娘（17歳、26歳、28歳）と生後9ヶ月の赤ん坊の息子が、隣の家にいた別の家族の2人とともに死亡した。IDFによる調査の結果、過失があったと結論づけられ、作戦関係者に対しては再教育が行われた。
国防省と関係のある情報・テロ情報センター（ITIC）の報告書によると、ガザで殺害されたパレスチナ人の48％がパレスチナ武装勢力戦闘員だった。報告書では、ガザ地区で殺害されたパレスチナ人の人数は240人から260人ほどであるとされ、ガザ地区で殺害されたパレスチナ人の内234人のパレスチナ人について分析している。この234人のうち112人が武装勢力戦闘員であり、そのうち63人がハマースの戦闘員、20人がイスラーム聖戦運動の戦闘員、25人がファタハの武装派閥の戦闘員、残りが小さな武装勢力の戦闘員であった。ITICの報告書によると、パレスチナ側が発射したロケット弾がガザ地区内で落下し、21人のパレスチナ人が死亡したとされている。
アミラ・ハスによれば、イスラエルによって実施された15度の空爆は、一般家庭に影響を与え、15世帯で死者を出している。 停戦合意発効時、パレスチナ自治政府は一般人の犠牲者数を20人とし、この件に関して「戦争犯罪」として国際司法裁判所に提訴すると発表した。パレスチナ人ジャーナリストのユスフ・アブ・フセインは5月19日に、イスラエル軍の空爆により自宅で死亡し、国際ジャーナリスト連盟の反発を招いた。5月20日のイスラエル軍の空爆により、障害を持つパレスチナ人男性と妊娠中の妻、そして3歳の娘が死亡した。また調査では、ハマースがパレスチナの小学校敷地内に軍事施設を建設していたことが判明した。
ハマース司令官ムハンマド・アブドゥッラー・ファイヤドと、イスラーム聖戦の幹部3人も殺害された。5月11日にはハマースの別の幹部も殺害された。5人の幹部の死亡は、両勢力の公式声明によって確認された。他の武装勢力の幹部の死亡は疑われているが事実は闇の中である。ハマースの幹部であるバッセム・イッサは、ジョマー・アブドゥッラー・タルハやイヤド・シャリールら数名とともに殺害された。
5月18日、エジプトは空爆によって崩壊したガザ地区の復興事業に5億ドルを拠出することを発表した。カタールも同様に5億ドルを復興費として拠出すると宣言した。

### 医療施設と人員
ハマースは活動をイスラエルにわからないように医療施設を利用しているとイスラエルから非難されている。ガザ保健省はハマースによって運営されており、負傷した戦闘員は民間の病院で治療を受けることが多い。国連人道問題調整事務所によると、5月17日現在、イスラエルによるガザ空爆の被害は以下の通り：
- ガザ地区北部のインドネシア病院やベイト・ハヌーン病院など、ガザ保健省が運営する病院4軒
- NGOが運営する病院2軒
- 国境なき医師団が運営する2つの診療所と、当時使われていなかったハラ・アル＝シャワ診療所
- ヘルスセンター1軒
- パレスチナ赤新月社の施設1軒[266]

医療従事者の死者：
- ガザを代表する神経科医であるモエイン・アフマド・アル＝アルール医師（66）は、リマル地区にある自宅が、イスラエル軍による空爆で倒壊し、死亡した。また、5人の子供もこの空爆で死亡した[267]。
- アル・シファ病院の内科部長であり、ガザのCOVID-19対応責任者でもあるアイマン・アブ・アル・アウフ医師は、40人以上が死亡したことで物議を醸したウェハダ通り（英語版）への空爆後、落下した瓦礫によって死亡した。彼の親族12人も死亡した[266][268]。

『ニューヨーク・タイムズ』紙によると、5月18日までにガザでは17の病院や診療所が被害を受けた。
ガザ地区で唯一の主要なCOVID-19検査施設であるリマール診療所付近でのイスラエル軍の攻撃により、同診療所は一時閉鎖され、PLOはツイッターで、これによりガザ地区全体でパンデミックの対策を実施できなくなったと主張した。

### インフラ

#### ガザ地区
11日間で232戸の高層住宅が爆撃された。5月23日の停戦後のUNOCHAの推定によると：
- 1042戸の住宅と商業施設が倒壊。高層ビルは258棟倒壊。
- 769戸の住宅が深刻な被害
- 学校53校に被害
- 病院6軒と診療所11軒に被害
- IDFはハマースの地下トンネル網60マイル (97 km)分を破壊

5月18日、イスラエル軍の空爆により、ガザ地区における主要な書店のひとつである、サミール・マンスールの経営する2階建ての書店が倒壊。推定10万冊が損失した。

#### イスラエル
戦闘の結果、イスラエル人からパレスチナ人に対して3,424件の物的損害賠償請求がなされた（うち1,724件は自動車の損害に関するもの）。

## 戦争犯罪
2021年7月下旬、ヒューマン・ライツ・ウォッチ（HRW）は、具体的な危機に関する現地報告に基づき、当事国双方が戦争犯罪に関与している可能性を提起した。HRWは、軍事施設が存在しないことが確認されている地域で、イスラエルによる空爆により家族全員が死亡したなどの現地報告が数件あり、これらは戦争犯罪に相当する可能性があるとしたほか、パレスチナ人武装勢力もイスラエルの民間人居住区に向けて無誘導ロケット弾を発射したことが戦争犯罪に当たると述べた。また、ベツェレムも、当事国双方の戦争犯罪を非難している。HRWは国際刑事裁判所に対し、5月のガザ地区に対するイスラエル国防軍の攻撃について調査するよう求めた。2021年8月、HRWは、イスラエルと11日間続いた戦闘中にハマースが発射した数千発のロケット弾は 「戦争法に違反し、戦争犯罪に相当する」とする報告書を発表した。その後、イスラエル国内で12人の市民を殺害したハマースのロケット弾攻撃と、ガザ地区内で7人のパレスチナ人を殺害したハマースのロケット弾の落下について調査が行われた。
HRWによれば、イスラエルが同団体の上級調査員のガザへの立ち入りに抵抗したため、代わりに地元のガザ調査員を頼りに、衛星画像や写真を用い、弾薬の破片の専門家による分析、電話やビデオによるインタビューを行ったという。
HRWは報告書について「多数の民間人犠牲者を出し、軍事拠点が存在することが確認できなかった場所に攻撃を行った、イスラエルの3つの攻撃に焦点を絞って調査した」としている：
- 5月10日午後6時、アル・マスリという人とその兄弟が所有する4棟の建物のうち、1棟にイスラエル軍のミサイルが着弾。8人が死亡し、うち6人は子どもだった。イスラエル軍の情報筋は翌日、死者のうち6人はパレスチナのイスラーム聖戦がロケット発射に失敗した結果、ミサイルが落下。そして死亡したと発表した[284]。16日、IDFはイスラーム聖戦と関りがあった8人のパレスチナ人活動家を殺害したと公式に発表し、活動家とされる穀物商の写真を掲載した。しかし、遺族は、活動家がイスラーム聖戦と関係があったことを否定している。当時、生存者や目撃者によると、一家は加工された大麦を袋に詰める作業に従事していた。死亡した子供の数が6人と多いのは、大麦を受け取るために穀物商の馬車の周りに子供たちが群がっていたからだと目撃者は述べている。攻撃直後に撮影された映像には、大麦の入った袋がひっくり返っている様子が映っており、フェイク映像ではないことも確認されている。一家がパレスチナ武装勢力と関係があったという証拠はない[276]。
- 5月15日午前1時40分、遅延信管型GBU-39小直径爆弾を使ったと考えられているイスラエル軍の攻撃により、アル・シャティ難民キャンプにあるアラ・アブ・ハタブ（所有者名）の3階建ての建物が破壊され、女性2人と子ども8人の計10人が死亡した。所有者は、イード・アル＝フィトルの際に食べるためのスナックや食料を探しに、しばらく家を留守にしていた。イスラエル国防軍は、ハマースの幹部がこの建物のアパートの一室にいたと発表しており、攻撃はこの地区の地下にある地下壕にも行われたとしている。しかし、ヒューマン・ライツ・ウォッチは、地区の地下から地下壕を確認できなかったとしている[276]。
- 5月16日午前1時前に発生したウェハダ通りでの空爆は、およそ1030メートル続く道路に沿って、総1000キログラムのGBU-31を使用し、18-34度にわたり空爆を行い、3つの建物を破壊し、44人の民間人（18人の子ども、14人の女性、12人の男性）を死亡させ、さらに50人が負傷した。IDFは[284]、地下にあるハマースの軍事インフラを破壊するためだったとしている[276][285]。ハマース側は、民間地域にそのような軍事インフラが存在することを否定していた。しかしイスラエルがガザ市リマル地区にあるUNRWA学校を空爆した後、国連は、空爆の結果、地下トンネルが発見されたとした[286][287]。HRWは、ウェハダ通りに地下トンネルや他の軍事施設が存在したことを示す証拠はないと報告している。また、空爆の影響を受けると予測される市民に対して、事前警告はなかったとも報告した[276]。

2022年5月24日、パレスチナの人権団体Al-Haq、Al-Mezan、パレスチナ人権センターは、ガザ地区での攻撃に関する報告書を国際刑事裁判所に提出した。

## 外交と停戦

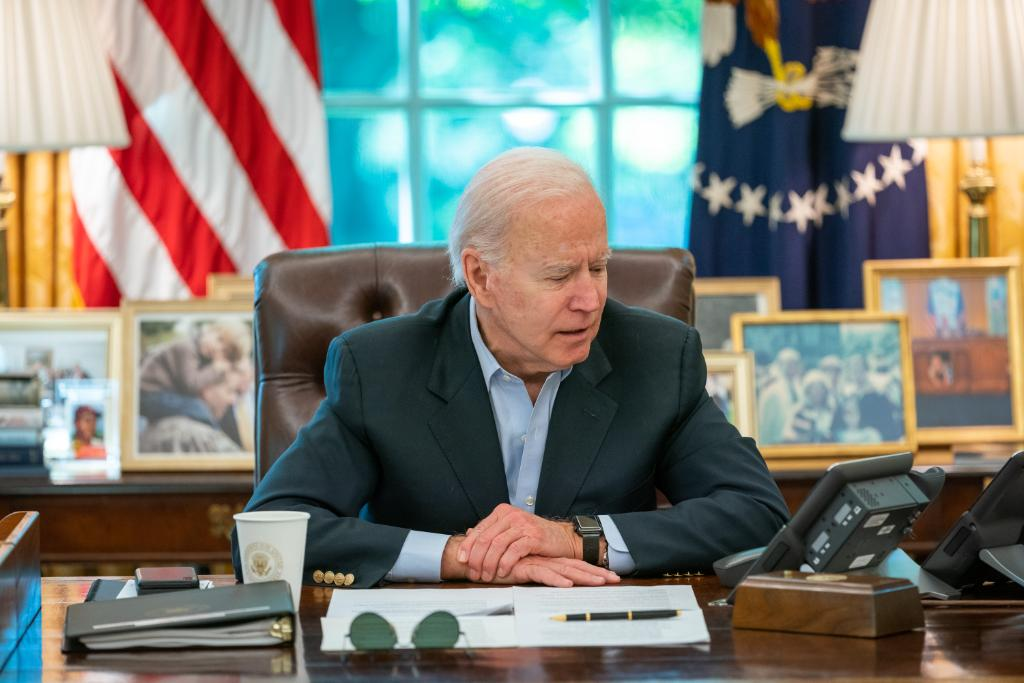
イスラエルのネタニヤフ首相と会談したジョー・バイデン米大統領は、「イスラエルの自衛権に対する強い支持」を再確認した。

中国、ノルウェー、チュニジアは5月14日に、本件に関する国連安全保障理事会の公開会合の開催を要請したが、米国は反対した。安保理は非公開で2回会合を開いたが、米国の反対のため有意義な議論には達しなかった。
5月12日、ハディ・アムル米副次官補（イスラエル・パレスチナ問題および報道・広報担当）が「ただちに」現地に派遣されることが発表された。しかしエジプト、カタール、国連による停戦への合意形成の仲介は進展の兆しを見せなかった。アムルは、5月16日の国連安全保障理事会を前に、「持続可能な平和関係」を実現する方法について話し合うためにテルアビブに到着した。
5月13日、ハマースが停戦を提案し、ハマース側は攻撃を停止する用意があると述べた。一方、ネタニヤフ首相は、イスラエルがこの提案を拒否した。5月13日、ジョー・バイデン米大統領はベンヤミン・ネタニヤフ首相と電話会談を行った。バイデンは、「イスラエルには、自国領土に何千発ものロケット弾が飛んできた際に、自国を防衛する権利がある」と述べた。
アントニオ・グテーレス国連事務総長は、「イードの精神を尊重する」として、イード・アル＝フィトル（ラマダーンの終わりを祝うイスラム教の行事）にちなんで、即時停戦を呼びかけた。
5月16日、バイデンはイスラエルのベンヤミン・ネタニヤフ首相、パレスチナのマフムード・アッバース大統領と電話会談を行った。
3回目となる国連安全保障理事会の緊急会合、米国は拒否権を行使し、中国・ノルウェー・チュニジアが起草し他の14理事国が支持した声明の案を拒否。採択されなかった。声明案は、「敵対行為の即時停止を求め、ガザでの暴力を非難する」というものであった；声明では「すべての当事者、特にイスラエルに自制を促す」とあったが、ハマースとイスラーム聖戦によるロケット弾攻撃については言及していなかった。

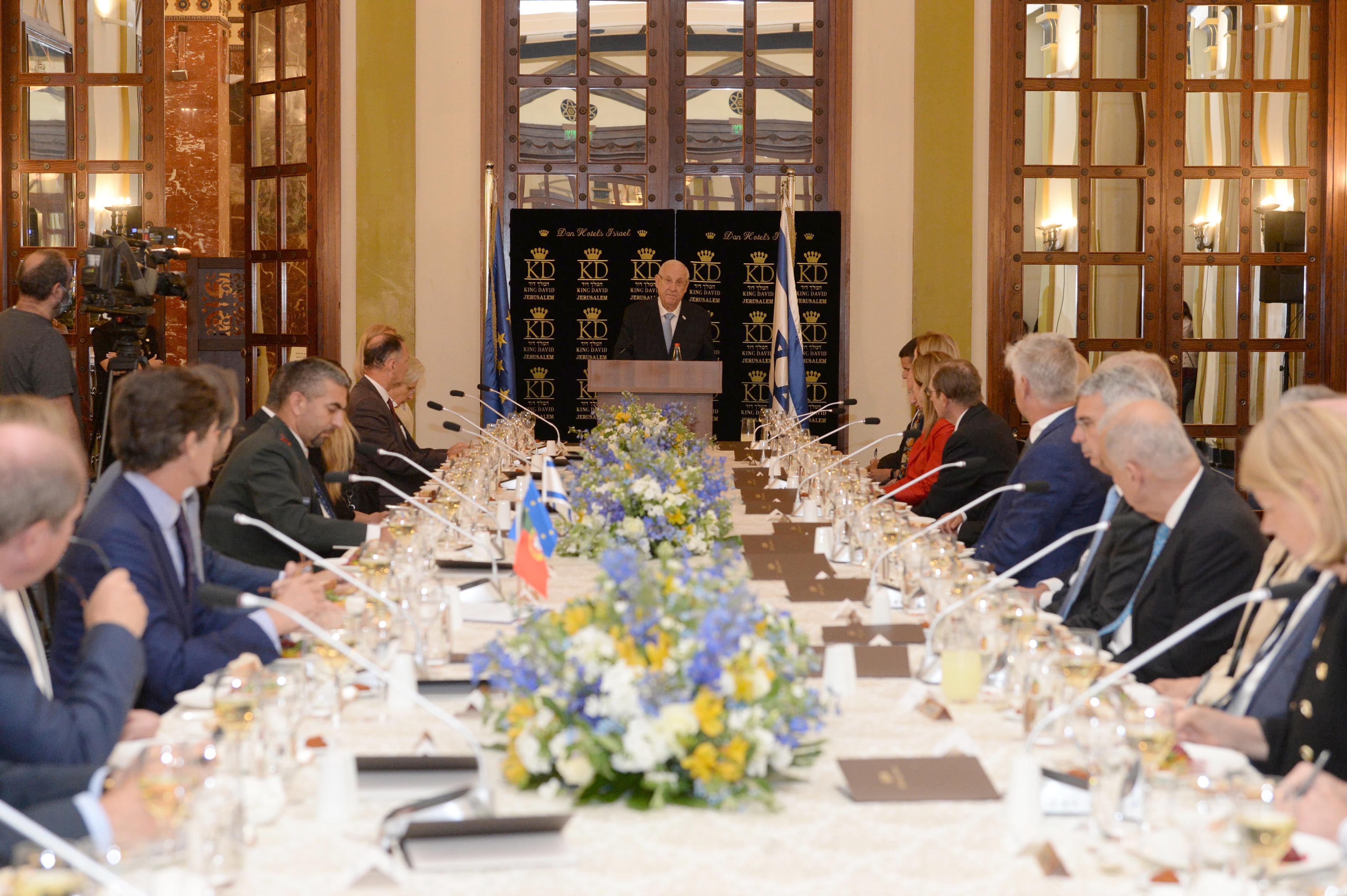
2021年5月11日、欧州連合（EU）大使と緊急会談を行うルーベン・リブリン イスラエル大統領

5月18日、ギリシャのニコス・デンディアス外相が欧州連合大使としてイスラエルとパレスチナを訪問し、続いてフランス・エジプト・アラブ首長国連邦・米国と協議の上で、両当事国間の停戦合意形成を仲介する一環としてヨルダンを訪問し、フランスはエジプトとヨルダンと連携して国連安全保障理事会に停戦を求める決議案を提出すると発表した。決議案は早ければ5月19日にも採択される可能性がある。安全保障理事会の報道声明と議長声明は15カ国すべての承認を必要とするが、決議案は全ての承認が必要ではないからである。
5月19日、バイデン米大統領はベンヤミン・ネタニヤフ首相と電話会談を行い、イスラエル側に「停戦への合意形成が今日、大幅に進展することを期待している」と発言した。5月20日、ドイツ、チェコ、スロバキアの外相がイスラエルを訪問し、イスラエルへの支援と連帯を表明した。
イスラエルとハマースは5月20日から敵対行為を停止することで合意した。そして、エジプト、カタール、国連の仲介の下でイスラエルとハマースの停戦合意が2021年5月21日午前2時頃に成立し、11日間にわたる戦闘が終結した。エジプトによる合意に関する最終提案は第6次ネタニヤフ内閣で採決され、全会一致で承認された。5月21日、アル＝アクサー・モスクで小規模な騒動があった以外、終日、停戦合意を違反するような行為はなかった。エジプトが仲介した合意の前の数時間、バイデンはエジプトのアブドルファッターフ・アッ＝シーシー大統領と合意の仲介について話していた。バイデンは後に、合意を「相互的で無条件なものだ」とし、双方が安全に暮らすに値するとの考えを示した。双方は危機における勝利を主張した。この停戦により、2008年以来4度目となるイスラエルとパレスチナ武装勢力間の紛争が一時的に終結した。

### 停戦後の緊張と余波

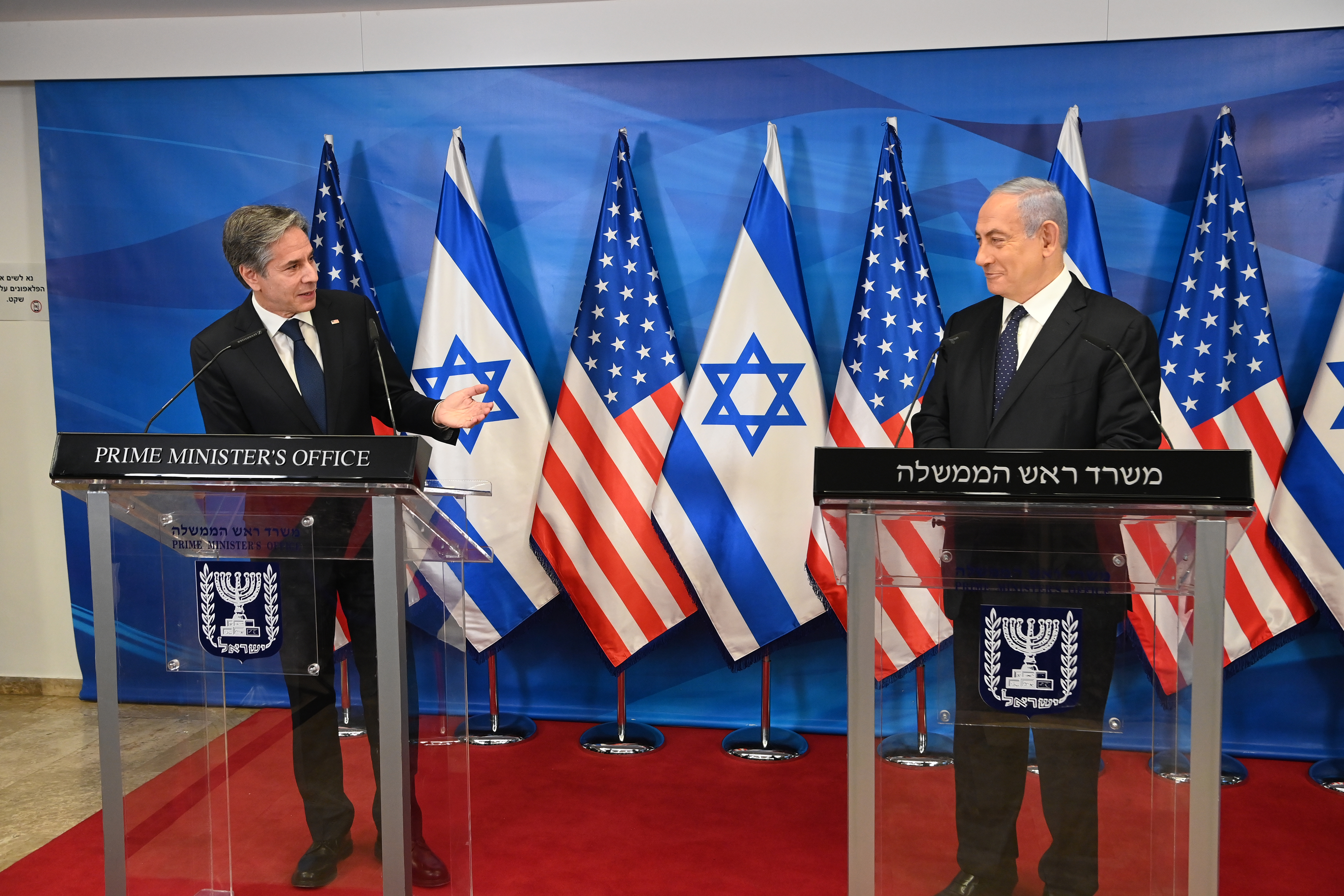
2021年5月25日、エルサレムの首相官邸にて、アントニー・ブリンケン米国務長官とベンヤミン・ネタニヤフ以首相。

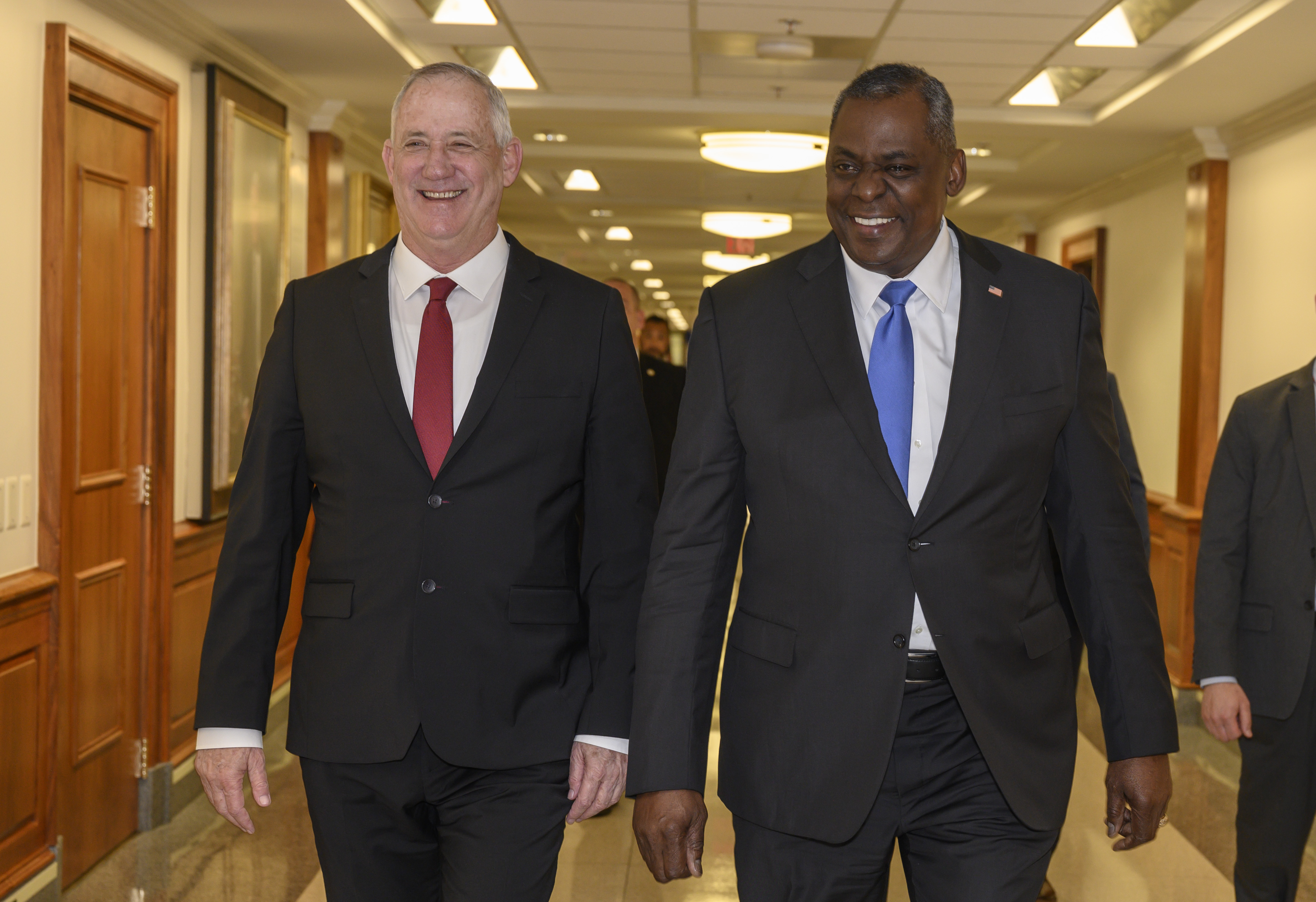
ベニー・ガンツ以国防相とロイド・オースティン米国防長官（2021年6月3日、ワシントンD.C.のペンタゴンにて）

停戦の発効からわずか数時間後、ニューヨーク・タイムズ紙は「小規模な騒動」の発生を報じた。イスラエル警察とパレスチナ人の間で、20人のパレスチナ人が負傷し、16人が逮捕されたとされる騒動が 、アル＝アクサー・モスクのすぐ外で起こった。事件が起きたのは正午の礼拝後で、数万人の参拝者のほとんどが礼拝場を後にした時だった。残った数人がパレスチナの旗を振っていた。イスラエル警察は旗を没収し、群衆を解散させるために突入した。イスラエル側の言い分では、数百人のパレスチナ人がイスラエル警察の到着を待って投石や火炎瓶を投げつけたという。パレスチナ側の言い分では、騒動が勃発したのは警察が敷地内に入ってからだという。
エジプトの外交官によると、5月22日、エジプトの2つの使節団がイスラエルとパレスチナ自治区を訪れた。停戦合意をより強固なものとし、長期的な平和を確保することを意図しているという。 米国の外交官で国務長官のアントニー・ブリンケンは、同じ考えで5月26日から27日にかけてイスラエルとヨルダン川西岸地区を訪問する予定だった。国連安全保障理事会はようやく、停戦合意の完全な遵守を求める合意声明を発表し、パレスチナ市民に対する人道援助の緊急の必要性を強調するとともに、当事国間の問題解決の必要性を改めて強調した。声明ではハマースへの言及はなかった。
国際的な圧力がかかったため、イスラエルは5月23日、国連と人権のための医師団が提供した食糧と医療品、援助関係者、ジャーナリストのガザ地区への移送を許可することに同意したが、5月24日には一転して移送を拒否した。5月25日、ブリンケン国務長官がイスラエルを公式訪問したのと時を同じくして、援助物資の移送が許可された。5月末、ハマースは、もしシェイク・ジャラーでの立ち退きが判決されれば、再びロケット弾の発射を開始すると述べた。
UNHRCは、イスラエルとパレスチナにおける「組織的な差別と抑圧」を調査し、危機の根本原因を特定することになった。イスラム諸国会議機構で、本危機に対する決議案が24票の賛成票と9票の反対票で可決されたためである。その後、2021年7月22日、国連人権高等弁務官事務所は、ナバネセム・ピレイ元国連高等弁務官が危機の際の戦争犯罪に関する国際調査委員会の委員長を務め、2022年6月に報告書を発表する目途であることを発表した。
双方の緊張状態と抗議運動が続く中、イスラエル警察は5月下旬、危機に参加したとされる容疑者を一網打尽にし、348人を逮捕したと発表した。この週、イスラエルで少なくとも200人のパレスチナ人が逮捕されたとする人権団体の報告があったが、これが事実であることが判明した形である。人権団体は、この一連の逮捕は「パレスチナに対する威嚇と復讐のためのものだ」と述べた。
6月5日、シェイク・ジャラーで、イスラエル国境警察は「報道関係者」と書かれた防護服を着たアルジャジーラの記者を強引に拘束した。イスラエル警察によると、記者は身分証明書の提示を求められたが拒否し、警察官を突き飛ばしたため拘束されたという。6月6日、イスラエル警察はムナ・エル＝クルドを拘束した。彼女の父親が記者団に語ったところによると、23歳の活動家は、警察がシェイク・ジャラーの自宅に訪れた後拘束され、警察は彼女の双子の兄であるモハメド・エル＝クルドにもイスラエル警察への自首を命じる通告書を届けたという。モハメドとムナは、ジェイク・ジャラーからのパレスチナ人追放に反対する運動を展開していた。2人は後に釈放された。
イスラエルとハマースの間の停戦合意をより確固たるものとしようとする努力は、イスラエルが、極右イスラエル人によるエルサレム市内の行進を許可し、数十人が「アラブ人に死を」と唱え緊張状態となった6月15日にも続いていた。しかしパレスチナ武装勢力が報復としてイスラエルに数個の焼夷弾を落とし、26件の火災を引き起こした。一部の復興物資はエジプト経由でガザに入り始めていたが、イスラエルは2021年現在、通過地点を経由して到着する物資を制限しており、カタールからの資金援助の供給も妨害している。イスラエルとハマースは、紛争解決の一環として囚人交換を含めるかどうかで意見が分かれている。国連中東和平プロセス特別調整官のトル・ウェネスランドは、「国連は、敵対行為の停止に関連する問題について、すべての関連当事者と接触している」と述べた。加えて、「停戦合意をより確固たるものとするための努力はしばらくの間続いており、状況を安定化させる何らかの取り決めを設けるという観点から、今後も継続されるだろう。そして、なすべきことはまだある」とコメントした。

### イスラエル人とパレスチナ人の反応

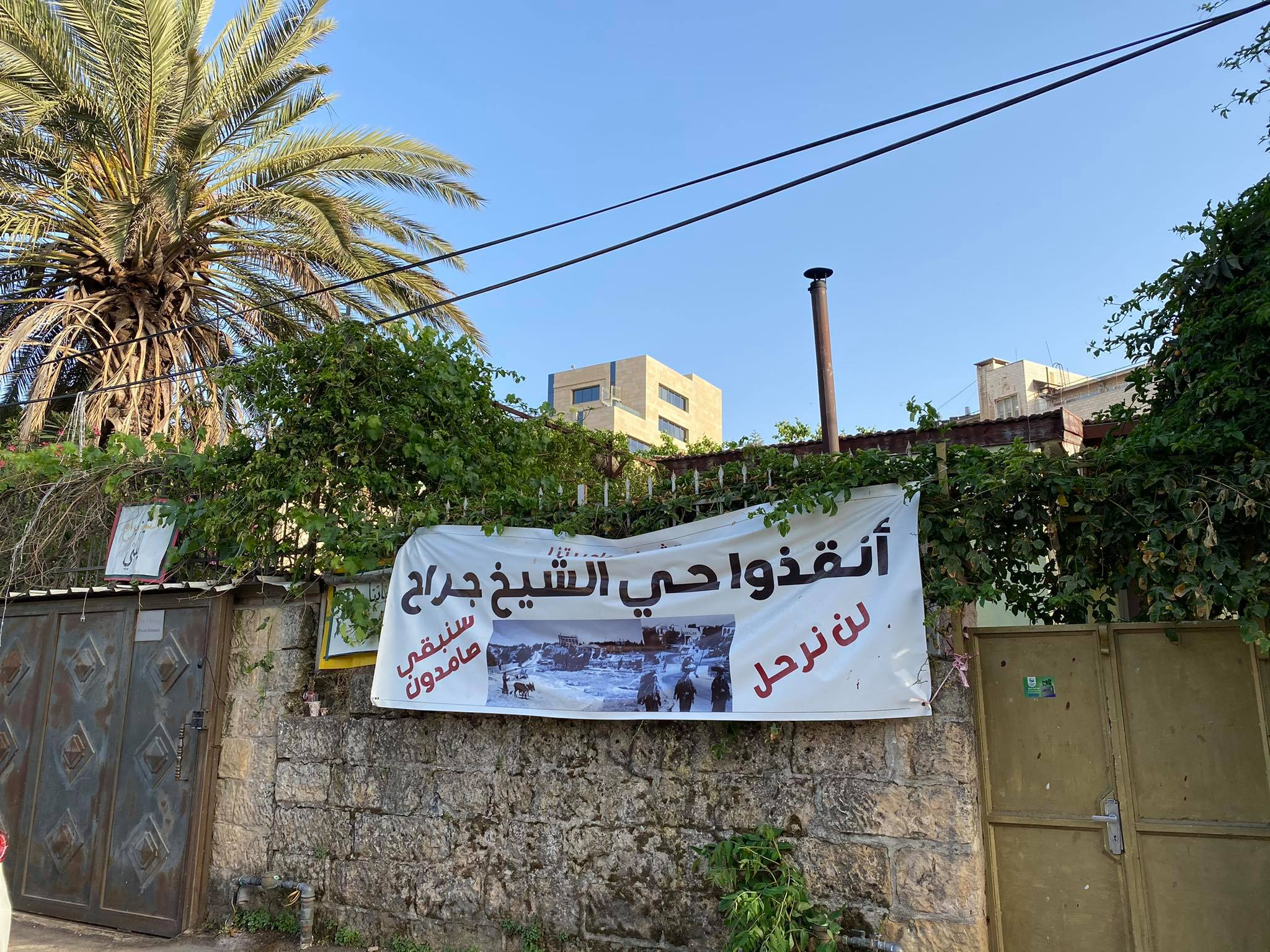
シェイク・ジャラー地区の壁に掲げられた「私たちは離れない」とアラビア語で書かれた幕

2021年5月9日、イスラエルの最高裁判所は、アヴィチャイ・マンデルブリット司法長官の提案を受け、立ち退きに関する判決を30日間延期した。イスラエル警察はまた、エルサレム・デーの行事のためにユダヤ人がアル＝アクサー広場に行くことを禁止した（神殿の丘への入場制限）。5月10日、イスラエルは人道援助のための物資を届けるのに使われるケレム・シャローム検問所を閉鎖した（ケレム・シャローム検問所の閉鎖）。5月11日、ロケット弾が発射されたため、イスラエル空港局は航空便の運航を一時停止した。
イスラエルのベンヤミン・ネタニヤフ首相は、イスラエル警察の行動を擁護し、イスラエルは「平穏を損なういかなる過激派も許してはならない」と述べた。また、「エルサレムに建物を建設するなという圧力を断固拒否する」とも述べた。イスラエル政府高官は本件についてバイデン政権に介入しないよう要請した。
2021年5月10日、パレスチナ自治政府のマフムド・アッバース議長は、「祝福されし地であるアル＝アクサ・モスクとその中庭の礼拝者に対する、残忍な襲撃と暴行は、国際社会に対する新たな挑戦である」との声明を発表した。
エルサレムのキリスト教団体は2度にわたり、敵対行為の勃発についてコメントする声明を発表した。カイロス・パレスチナは、紛争の原因はイスラエルがパレスチナ人の権利を踏みにじっていることにあるとし、破壊の連鎖を断ち切る唯一の方法として、すべての人の権利を認めるよう呼びかけた。5月7日、ギリシャ正教、アルメニア使徒教、エルサレム総主教とエルサレムの著名な教会によって署名された共同宣言は、ユダヤ人入植者によるパレスチナ人に対する圧力のほか、ヨルダン川西岸地区の土地を一方的に併合するイスラエルに深い懸念を表明するという内容であった。また、緊張の高まりを「主に」、右翼入植者の影響だとしていた。教会の非難に続いて、パレスチナ地域の28教派を代表する中東教会協議会（MECC）も5月12日に同様の内容の声明を発表した。
イスラエルのアミール・オハナ公安相は、ロードで起きたアラブ人射殺事件で逮捕されたイスラエル人男性の釈放を求めた。容疑者は正当防衛のために射撃を行ったとし、武器を持ってはいるが法を遵守する市民を当局を支援するのが当然だと発言していたが、証拠は示さなかった。『ガーディアン』紙は、「この声明は暴徒の暴力を助長している」と報じた。
イスラーム聖戦のスポークスマンは、「イスラエルがエルサレムへの侵略を開始した。この侵略を終わらせなければ、停戦に向けた外交努力に意味はない」と述べた。そしてハマースはイスラエル政府に最後通牒を突きつけ、5月11日午前2時までにアル＝アクサー・モスクから軍を撤退させなければ、再びロケット弾攻撃を行うとした。
ネタニヤフ首相は5月11日に緊急安全保障会議を招集し、イスラエルのいくつかの地域の学校は一時閉鎖された。イスラエルのルーベン・リブリン大統領は、ロードでの騒動を「ポグロム」と揶揄して非難した。
5月20日付の『タイムズ・オブ・イスラエル』紙が引用したイスラエル人に対する世論調査によると、ガザに対する軍事作戦は停戦することなく継続すべきだったと72％が回答しており、イスラエル軍が直近の戦闘で以前の作戦よりも多くの成果を上げたと66％が回答したことが分かった。